# Козье Загорье
Ко́зье Заго́рье — деревня в Печорском районе Псковской области России. Входит в состав городского поселения «Печоры».
Расположена в средней части городского поселения, в 3 километрах к юго-востоку от центра города Печоры.
До 2005 года входила в состав ныне упразднённой Печорской волости.

## Население
Численность населения деревни по оценке на 2000 год составляла 30 жителей.
| 2001 | 2002 | 2010 |
| ---- | ---- | ---- |
| 30   | ↘22  | ↘19  |